# حصار القسطنطينية (860)
كان حصار القسطنطينية عام 860 الحملة العسكرية الرئيسية الوحيدة لخقانات روس المسجلة في مصادر من الإمبراطورية البيزنطية وأوروبا الغربية. كان سبب الحصار بناء القلعة صاركل من قبل المهندسين البيزنطيين، مما قيد الطريق التجاري الروسي على طول نهر الدون لصالح الخزر. تختلف الروايات فيما يتعلق بالأحداث، مع وجود اختلافات بين المصادر المعاصرة والمصادر اللاحقة. النتيجة الدقيقة غير معروفة.
من المعلوم من المصادر البيزنطية أن الروس قد احتلوا القسطنطينية غير مستعدين، في حين كانت الإمبراطورية مشغولة بالحروب العربية البيزنطية المستمرة وغير قادرة على التعامل مع تهديد الروس. وبعد نهب ضواحي العاصمة البيزنطية، تراجعت روسيا، مع أن طبيعة هذا الانسحاب، وكذلك الجانب الذي انتصر، يخضع للنقاش. أدى هذا الحدث إلى تقليد مسيحي أرثوذكسي لاحق، والذي أرجع خلاص القسطنطينية إلى تدخل معجزة من قبل ثيوتوكس.

## الخلفية
إن أول ذكر لروس بالقرب من الإمبراطورية البيزنطية يأتي من حياة القديس جورج في أمستريس، وهو عمل سيرة تقديسية تمت مناقشته. كان البيزنطيون على اتصال مع الروس في عام 839. يشير التوقيت الاستثنائي للهجوم إلى أن الروس قد أُبلغوا بضعف المدينة، مما يدل على أن خطوط التجارة والاتصالات لم تتوقف في الاربعينات والخمسينات من الثمانينيات الميلادية. ومع ذلك، فإن تهديد الروس في عام 860 جاء بمثابة مفاجأة. لقد كان مفاجئًا وغير متوقع «كسرب من الدبابير»، مثلما أوضح فوتيوس. كانت الإمبراطورية تكافح لصد التقدم العباسي في آسيا الصغرى. وفي مارس 860، استسلمت حامية القلعة الرئيسية لولوة بشكل غير متوقع للعرب. وفي أبريل أو مايو، تبادل الجانبان الأسرى، وتوقف القتال لفترة قصيرة؛ ومع ذلك، وفي بداية يونيو، غادر الإمبراطور ميخائيل الثالث القسطنطينية إلى آسيا الصغرى لغزو الخلافة العباسية.

## الحصار
يوم 18 يونيو 860، وعند غروب الشمس، أبحر أسطول من حوالي 200 سفينة روسية في مضيق البوسفور وبدأ نهب ضواحي القسطنطينية (بالسلافية الشرقية القديمة: تساريجراد، وباللغة النوردية القديمة: Miklagarðr). كان المهاجمون يحرقون المنازل ويغرقون ويطعنون السكان. ولكونه غير قادر على فعل أي شيء لصد الغزاة، فقد حث البطريرك فوتيوس أتباعه على مطالبة ثيوتوكس بإنقاذ المدينة. وبعد أن دمروا الضواحي، مر الروس إلى بحر مرمرة ونزلوا على جزر الأمراء، حيث كان البطريرك السابق أغناطيوس بطريرك القسطنطينية في المنفى في ذلك الوقت. لقد نهب الروس المنازل والأديرة وذبحوا الأسرى وقد أخذوا اثنين وعشرين من عبيد البطريرك على متن السفينة وقطعوها إلى قطع ذات محاور.
لقد أخذ الهجوم البيزنطيين على حين غرة «كالصاعقة من السماء»، كما وصفه البطريرك فوتيوس في خطابه الشهير الذي كتب في هذه المناسبة. كان الإمبراطور ميخائيل الثالث غائبًا عن المدينة، وكذلك كانت بحارته المرعبة بسبب مهارتها في استخدام نار الإغريق. كان الجيش الإمبراطوري (بما في ذلك تلك القوات التي كانت عادة حامية الأقرب إلى العاصمة) يقاتل العرب في آسيا الصغرى. تم إضعاف الدفاعات الأرضية في المدينة بسبب عدم وجود هذه الحاميات، لكن الدفاعات البحرية كانت غير موجودة أيضًا. انشغلت البحرية البيزنطية بقتال العرب والنورمان في بحر إيجة والبحر الأبيض المتوسط. جعلت عمليات النشر المتزامنة هذه سواحل وجزر البحر الأسود والبوسفور وبحر مرمرة عرضة للهجوم.
استمر الغزو حتى 4 أغسطس، عندما شكر فوتيوس، في واحدة من خطبه، السماء لإعفائها المدينة بأعجوبة من هذا التهديد الرهيب. كتابات فوتيوس توفر أقرب مثال على اسم «روس» (RHOS، (باليونانية: Ῥῶς)‏ الذي تم ذكره في مصدر يوناني؛ حين كان يُشار سابقًا إلى سكان الأراضي الواقعة إلى الشمال من البحر الأسود على أنهم «طوروسيكثيون». ذكر البطريرك أنه ليس لديهم حاكم أعلى ويعيشون في بعض الأراضي الشمالية البعيدة. أطلق عليهم فوتيوس اسم «الأشخاص المجهولون»، مع أن بعض المؤرخين يفضلون ترجمة هذه العبارة على أنها «الأشخاص الغامضون»، مشيرين إلى الاتصالات السابقة بين البيزنطيين والروس.

## التقاليد اللاحقة

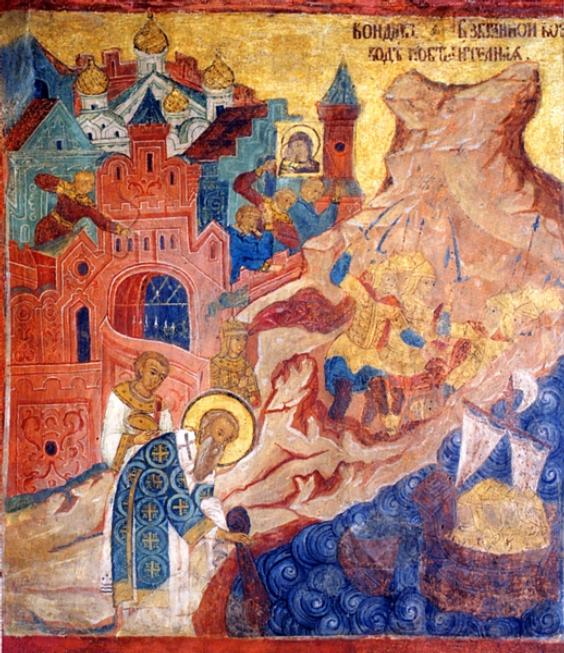
رسم فريسكو (1644) ميخائيل وفوتيوس وهما يضعان حجاب ثيوتوكس في البحر (كنيسة الحجاب في موسكو الكرملين.)

لا تُقدم خطب فوتيوس أي دليل على نتيجة الغزو أو أسباب انسحاب الروس إلى بلادهم. تنسب مصادر لاحقة تراجعهم إلى عودة الإمبراطور السريعة إلى العاصمة. وكما تقول القصة، فبعد أن وضع ميخائيل وفوتيوس حجاب ثيوتوكس في البحر، نشأت عاصفة تفرقت فيها قوارب البرابرة. وفي القرون اللاحقة، قيل أن الإمبراطور سارع إلى الكنيسة في Blachernae وكان رداء ثيوتوكس يحمل في موكب على طول الجدران الثيودوسية. هذه الآثار البيزنطية الثمينة قد غرقت رمزيًا في البحر وقد ظهرت رياح عظيمة على الفور دمرت سفن الروس. تم تسجيل الأسطورة الورقية بواسطة جورج هامارتولوس، الذي كانت مخطوطة مصدرًا مهمًا في تاريخ كرونيال الأساسي. قام مؤلفو كتاب «وقائع كييف» بإلحاق اسم أسكولد ودير بالرواية لأنهم اعتقدوا أن هذين الفارانغيين قد ترأسا كييف عام 866. وحتى هذا العام، نسبوا (من خلال بعض المراوغات في التسلسل الزمني) أول رحلة روسية ضد العاصمة البيزنطية.

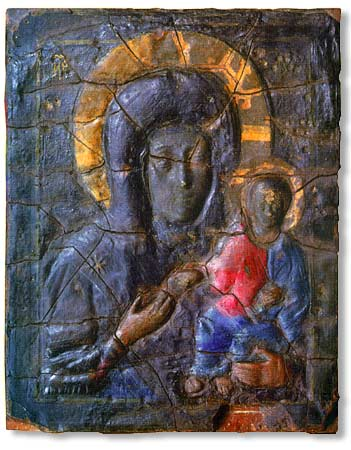
Blachernitissa: الأيقونة التي كان قد يصلي بها ميخائيل الثالث إلى ثيوتوكس من أجل إنقاذ القسطنطينية من الروس.

أسهمت رواية نيستور عن أول لقاء بين الروس والبيزنطيين في زيادة شعبية ثيوتوكس في روسيا. سيظهر إنقاذ القسطنطينية بأعجوبة من الجحافل البربرية في لوحة أيقونات روسية، دون أن إدراك أن جحافلها قد تكون صدرت من كييف. وعلاوةً على ذلك، عندما تم إحضار Blachernitissa إلى موسكو في القرن السابع عشر، قيل إن هذا الرمز هو الذي أنقذ القيصر من قوات «الخيثان السكيثي»، بعد أن صلى ميخائيل الثالث قبل أن يصل إلى ثيوتوكس. لم يلاحظ أحد أن القصة لها أوجه تشابه واضحة مع تسلسل الأحداث التي وصفها نيستور.
في القرن التاسع، ظهرت أسطورة مؤداها أن عمودًا قديمًا في منتدى برج الثور كان يحتوي على نقش يتكهن بأن الروس سيفتحون القسطنطينية. هذه الأسطورة، المعروفة في الأدب البيزنطي، تم انعاشها من قبل السلافيين في القرن التاسع عشر، عندما كانت روسيا على وشك انتزاع المدينة من العثمانيين.

## النقد
من بين أمور أخرى، فقد أوضح أوليغ تفورجوف وكونستانتين زوكرمان أن مصادر القرن التاسع والمصادر اللاحقة غير منسجمة مع السجلات الأولى للحدث. وفي خطبة شهر أغسطس، لم يذكر فوتيوس عودة ميخائيل الثالث إلى العاصمة ولا معجزة الحجاب (التي زُعم أن المؤلف كان مشاركًا فيها).
ومن ناحية أخرى، يذكر البابا نيكولا الأول، في رسالة أُرسلت إلى ميخائيل الثالث في 28 سبتمبر 865، أن ضواحي العاصمة الإمبراطورية قد تمت مداهمتها مؤخرًا من قبل الوثنيين الذين سُمح لهم بالانسحاب دون أي عقوبة. تشير سجلات الأيام التاريخية لجون الشماس إلى أن رجال النورمانوروم، وعقب أن دمروا ضواحي القسطنطينية، عادوا إلى أراضيهم منتصرين («وهكذا عادت الأمة المذكورة منتصرة إلى مكانها الصحيح»).
يبدو أن انتصار ميخائيل الثالث على الروس قد اخترعه المؤرخون البيزنطيون في منتصف القرن التاسع أو ما بعده وأصبح مقبولًا بشكل عام في السجلات السلافية المتأثرة بهم. ومع ذلك، فقد تم نقل ذكرى الحملة الناجحة شفهيًا بين سكان كييف، وربما يكون قد أملت رواية نيستور عن حملة أوليغ عام 907، والتي لم يتم تسجيلها في المصادر البيزنطية على الإطلاق.

## روابط خارجية
- Opera Omnia of Leo Grammaticus by Migne Patrologia Graeca with analytical indexes
- Globetrotting Vikings: The Quest for Constantinople